# ميكروبيوم الإنسان

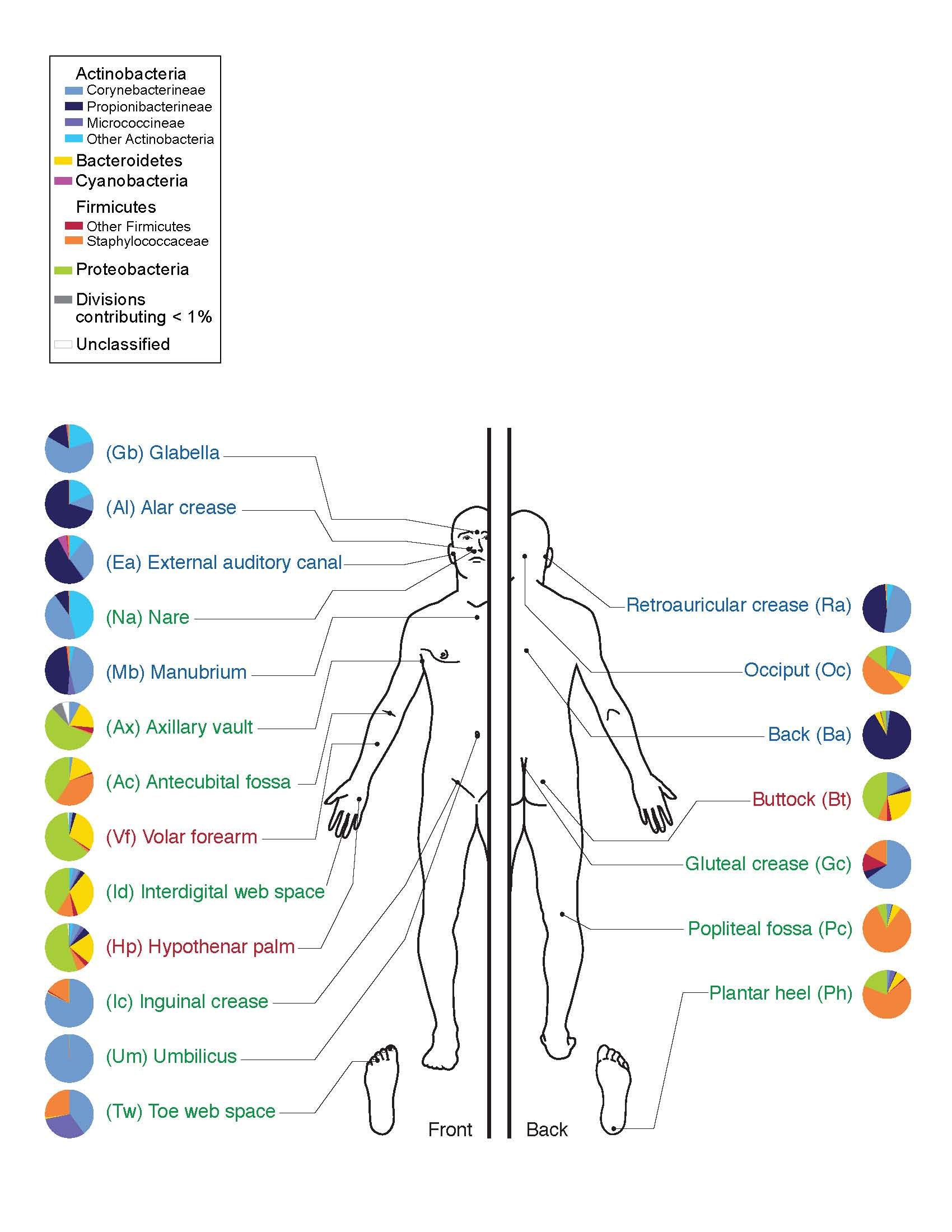

تتمثل الميكروبات البشرية (أو المجهريات البشرية) في مجموعة الكائنات الحية الدقيقة التي تسكن سطح الجلد أوطبقاته العميقة، أو التي توجد في اللعاب والغشاء المخاطي للفم وفي الملتحمة والقنوات الهضمية. وتشمل البكتيريا والفطريات والعتائق (البذنيات أوالأصليات). وتؤدي بعض هذه الكائنات مهامًا مفيدة للإنسان الذي يستضيفها. وعلى الرغم من ذلك، فإن غالبية هذه الكائنات ليس لها أي تأثيرٍ مفيد أو ضارٍ يُذكَر. وتعد تلك الكائنات - التي يُتوقع وجودها، والتي لا تسبب المرض في ظل الظروف العادية، وإنما تشارك في الحفاظ على الصحة - جزءًا من الحياة البكتيرية الطبيعية.
وعلى الرغم من انتشار تسمية هذه الكائنات باسم «الحياة النباتية المُصَغَرة»، إلا أنها تسمية خاطئة من الناحية التقنية؛ وذلك لأن أصل كلمة "flora" يرتبط بالنباتات، بينما تشير كلمة "biota" إلى مجموعة الكائنات الحية في نظامٍ بيئي معين. ومؤخرًا، يتم استخدام مصطلح. «المجهريات» (microbiota) باعتباره الأنسب، وذلك على الرغم من أن استخدامه لم يحجب الاستخدام الراسخ وإشراك «الحياة النباتية» فيما يتعلق بالبكتيريا والكائنات الدقيقة الأخرى. ويُستخدَم كلا المصطلحين في مراجع مختلفة. وتتساءل الدراسات التي أُجريت عام 2009 ما إذا كان التدهور في الحياة النباتية والحيوانية (بما في ذلك الحيوانات الدقيقة) نتيجة للتدخل البشري قد يعوق صحة الإنسان أم لا.

## البكتيريا
المايكروبات البشرية تمثل مجموعة الأحياء الدقيقة، أما الكائنات الحية الدقيقة التي تعيش في بيئة معينة بما في ذلك المايكروبات التي تعيش على جلد الإنسان والتي تعيش في الطبقات الداخلية للجلد (بما في ذلك الغدد الحليبية)، تجويف الفم، الملتحمة وتعيش أساسا في الأمعاء الغليظة وفي مجموعها تزن 5و1 كيلوجراما وتتشكل كن أكثر من 500 من الأنواع. تمثل مجموعة الكائنات الحية الدقيقة والتي تعيش على سطح جسم الإنسان بالفلورا، الفطريات والأوليات، ولكنها لا تتضمن الأنواع التي تعيش على سطح جسم الإنسان في مختلف أجزائه، مثل تحت الإبط وفي السرة وفي منطقة الأعضاء التناسلية وفي الأذن وفي القدم وأصابع القدم (أما الفطريات في القدم تكون لها رائحة نفاذة).
العديد من أنواع البكتيريا المتواجدة في القناة الهضمية يشار إليها مجتمعة باسم بكتيريا الأمعاء الغليظة أو gut flora ، حيث يوجد منها في جسم الإنسان البالغ السليم نحو 5و1 كيلوغراما. وهي قادرة على المساعدة في هضم بعد المواد الغذائية كالكربوهيدرات والتي لا يستطيع جسم الإنسان هضمها. معظم هذه البكتيريا والتي تعيش معيشة تكافلية مع الإنسان بكتيريا لاهوائية، مما يعني أنها تستطيع العيش في بيئة لا تحتوي على الأكسجين، وهي تعيش على الألياف الغذائية التي يأكلها كل إنسان (توجد الألياف الغذائية في مختلف الخضروات والفاكهة والبقوليات وفي الحبوب بحميع أنواعها، ويفضل منها الدقيق الطحون المحتوي على الردة). الفلورا الطبيعية يمكن تصنيفها بالبكتيريا الانتهازية والتي يمكن أن تسبب الأمراض في ظل الظروف التي تضعف فيها المناعة لدى الشخص.
بعض المناطق في جسم الإنسان ليست خالية من الكائنات الحية الدقيقة (مثل الدم، الجزء السفلي من المجرى التنفسي) ونتيجة لذلك يمكن حدوث بعض الأمراض مثل الالتهاب الرئوي والتهاب الصفاق.
يسكن الجلد والغشاء المخاطي أعداد كبيرة من الميكروبات (مثل البكتيريا والخميرة). ويشكل دور هذه البكتريا جزءًا من الفسيولوجيا البشرية الطبيعية، ولكن إذا ازدادت أعداد الميكروبات عن معدلها النموذجي (في كثير من الأحيان بسبب تعرض الجهاز المناعي للخطر)، أو إذا سكنت الميكروبات مناطق غير معتادة في الجسم (مثلاً في حالة سوء النظافة أو الإصابة)، فقد تتسبب في الإصابة بالأمراض.
وتشير التقديرات إلى أن حوالي 500 حتي 1000 أنواع البكتيريا تعيش في أمعاء الإنسان بينما تعيش أعداد مماثلة تقريبًا على سطح الجلد. تعتبر الخلايا البكتيرية أصغر بكثير من الخلايا البشرية، وهناك ما لا يقل عن عشرة أضعاف هذا العدد من الخلايا البكتيرية والخلايا البشرية في الجسم (حوالي 1014 مقابل 1013). وعلى الرغم من وجود عناصر من الحياة النباتية على جميع الأسطح المعرضة للبيئة (على الجلد، والعيون، والفم، والأنف، والأمعاء الدقيقة)، إلا أن الغالبية العظمى من البكتيريا تعيش في الأمعاء الغليظة.
وتعد الكثير من أنواع البكتيريا في الجهاز الهضمي، التي يُشار إليها مجتمعةً باسم نباتات القناة الهضمية، قادرةً على تكسير عناصر غذائية معينة مثل الكربوهيدرات، وهي العملية التي لا يستطيع الإنسان الهضم بدونها. كما أن غالبية هذه البكتيريا الطفيلية هي بكتيريا لا هوائية بمعنى أنها تعيش في بيئة دون الحاجة إلى وجود أكسجين. ومن الممكن أن تكون البكتيريا النباتية العادية بمثابة عوامل ممرضة انتهازية في الوقت الذي المناعة.
تعتبر الإشريكية القولونية (وتعرف أيضًا باسم إي كولاي) نوعًا من البكتيريا التي تعيش في القولون، ويتم دراستها بشكلٍ مُفَصل باعتبارها نموذجا حيا ومن الممكن اعتبارها أكثر أنواع البكتيريا التي يمكن فهمها على الإطلاق. بعض سلالات هذه البكتيريا المعوية تسبب المرض مثل بكتيريا إي كولاي O157:H7.
وهناك عدد من أنواع البكتيريا مثل البكتيريا الشبيهة للفطر، والبكتيريا اللزجة، والبكتيريا النيسلنديةتعيش في الفم حيث تشكل هذه البكتيريا جزءًا من مادة لزجة تسمى طبقة البلاك. وإذا لم يتم إزالة هذه الطبقة عن طريق غسل الأسنان بالفرشاة، فإنها تتصلب لتُكوِن جير الأسنان (وتُسمى أيضًا بالجير). كما تفرز هذه البكتيريا نفسها أحماضًا تقوم بتذويب مينا الأسنان مسببةً بذلك تسوس الأسنان.
تتكون معظم النباتية الدقيقة المهبلية من أنواع بكتيرية مكونة للحامض اللبني. وكان يُعتقَد لفترة طويلة أن أكثر هذه الأنواع شيوعًا هو بكتيريا الأسيدوفيلس، لكنه اتضح لاحقًا أن أكثرها شيوعًا هي L. iners تليها L. crispatus. وهناك بعض البكتيريا الأخرى المكونة للحمض اللبني التي توجد في المهبل وهي L. jensenii وL. delbruekii وعصية جاسر اللبنية. ومن الممكن أن تؤدي الاضطرابات النباتية المهبلية إلى وجود بكتيريا مهبلية.
معظم هذه الكائنات الحية تقوم بوظيفة فعالة لجسم الإنسان الذي تعيش عليه، وفي الظروف الطبيعية لا تسبب أي من الأمراض ولكنها تساعد في دعم الوظائف الضرورية لصحة الإنسان، وتلك الأنواع يشار إليها باسم الكائنات الحية الطبيعية أو الفلورا الطبيعية.
واحدة من أكثر الاكتشافات إثارة للدهشة أن في مناطق مختلفة من جسم الإنسان، هناك مجموعات مختلفة من الكائنات الدقيقة والتي تقوم بوظيفة مشتركة باختلاف الأشخاص. ومن الامثلة على ذلك، على لسا شخصين مختلفين هناك مجموعات مختلفة تماما من الكائنات الحية التي تقوم بتحويل السكرالمعقد إلى سكر بسيط بنفس الطريقة. وهذا يستدعي من طب الكائنات الحية الدقيقة أن يتم التركيز على الوظيفة التي تؤديها الكائنات الحية، بدلا من التركيز على الأنواع المفصلة لتلك الكائنات.
في العام 2012، قام 200باحثاً من 80 مركزاً بحثياً مهتماً بالأبحاث المتعلقة بالكائنات الحية الدقيقة والإنسان Human Microbiome Project (HMP) Consortiumباستخدام تسلسل متطور من الحمض الننوي DNA لتحديد آلاف الكائنات الحية المجهرية والتي تتواجد في أو على جسم الإنسان. لقد قامت هذه الدراسة بالتركيز على دراسة الانزيمات الفعالة للكربوهيدرات الموجودة لدى تلك الكائنات الحية الدقيقة والمأخوذة من 12 مكان من جسم الإنسان، وتتلخص تلك الدراسة بأن تلك الكائنات الحية الدقيقة تستعمر مواقع مختلفة للاستفادة من السكريات المتواجدة فيها.

## العتائق
توجد العتائق (أو الجراثيم العتيقة أو الأصلية) في أمعاء الإنسان، ولكن على عكس المجموعة المتنوعة الهائلة من البكتيريا في هذا العضو، تعتبر أعداد الأنواع العتائقية أكثر.تحديدًا وبالنسبة للمجموعة المُهيمنة فهي البكتريا المولدة للميثان (Methanogen) خاصةً Methanobrevibacter smithii وMethanosphaera stadtmanae ‏. ومع ذلك، فإن سيطرة البكتريا المولدة للميثان هي سيطرة متغيرة؛ حيث يتمكن حوالي 50% من البشر الكشف بسهولة عن هذه الكائنات.
واعتبارًا من عام 2007 لم تكتشف أية أمثلة واضحة للعوامل المسببة لمرض عتائقي لا يمكن معرفته، على الرغم من اقتراح وجود علاقة بين بعض أنواع البكتريا مولدة الميثان وبين أمراض اللثة.

## الفطريات
الفطريات، خاصة الخمائر، توجد عادة في القناة الهضمية. أما أكثر الأنواع منها والتي حظيت بعناية كبيرة Candida species أو صنف Candida . وذلك بسبب قدرتهم على الإضرار بالجهاز المناعي للمضيف. بالإضافة إلى ذلك، تتواجد الخمائر على الجلد، وخاصة الصنف Malassezia والذي لديه القدرة على استخدام الزيوت المفرزة من خلايا غدد الشعر. كما توجد الخمائر أيضًا على الجلد خاصةً أنواع المالاسيزيا حيث أنها تستهلك الزيوت التي تفرزها الغدد الدهنية.

## المناطق التشريحية

### البكتريا الجلدية
وجدت دراسة أُجريت على عشرين جزءًا من جلد عشرة أشخاص يتمتعون بصحةٍ جيدة حوالي 205 نوعٍ محدد في تسع عشرة شعبة بكتيرية، مع سلاسل مُسندة إلى أربع شُعبٍ: البكتيريا شبيهة الفطر (51.8%)، والبكتيريا ذات الجدار الخلوي القوي (24.4%)، والبكتيريا البروتونية (16.5%)، والبكتيريا السلبية (6.3%).
يحتوي جلد الإنسان على كائنات حية دقيقة والتي تتواجد إما في أو على سطح الجلد. تختلف أنواع البكتيريا - والتي تستقر على سطح الجلد- باختلاف نوع الجلد للإنسان. معظم أنواع البكتيريا تستقر على الخلايا السطحية للجلد أو تفضل الارتباط مع الغدد. هذه الغدد إما أن تكون غدد الدهنية أو غدد عرقية والتي توفر الماء، الأحماض الامينية والاحماض الدهنية والتي تعد مصدر أساسي للغذاء لمعظم أنواع البكتيريا. إضافة إلى ذلك، لدى تلك البكتيريا القدرة على إحداث المرض للإنسان والتي تصنف كموجبة غرام.
هناك أنواع محددة من بكتيريا موجبة غرام ترتبط بالخلايا الدهنية والتي تسبب الحكة وأمراض الجلد. علاوة على ذلك، عرق الإنسان بالأصل لا توجد له رائحة ولكن البكتيريا المتواجدة على سطح الجلد تلعب دورا أساسيا في إنتاج تلك الرائحة. وجد الباحثون في جامعة ويجنين في نيذيرلاند أن الإنسان الذي يحتوي جلده على أقل نسبة متنوعة من البكتيريا يتسبب في جذب عدد أكبر من الناموس. لقد تم هذا البحث في باستخدام ذبابة Anopheles gambiae sensu stricto ، والتي تسبب مرض الملاريا.

### بكتريا الملتحمة
يعد هذا النوع من البكتريا نادر الحدوث، إلا أن البكتيريا إيجابية الجرام وبكتيريا عصيات سلبية الجرام متواجدة.
ويتواجد عدد قليل من البكتيريا بشكلٍ طبيعي في الملتحمة. وتعد البكتيريا البشروية العنقودية وأنواع أخرى مثل بروبيونيباكتيريوم حب الشباب هي الأنواع الأكثر شيوعًا. كما تتواجد أيضًا في بعض الأحيان أنواع من البكتريا مثل: البكتيريا العنقودية الذهبية، والبكتريا العقدية، وبكتيريا الهيموفيلاس، والبكتريا النيسرية. وتعمل الغدد الدمعية على إفراز الدموع باستمرار للحفاظ على رطوبة الملتحمة، بينما تعمل عملية فتح وغلق العين بصورة متقطعة على ترطيب الملتحمة ومنع دخول الأجسام الغريبة إلى العين. وتحتوي الدموع على البكتيريا مثل بكتيريا الليزوزيم؛ لذلك تجد الكائنات الدقيقة صعوبة في تجاوز هذه البكتيريا فتبقى على السطح الظاهري.
تمتلك بعض أنواع البكتيريا المسببة للمرض القدرة على إصابة الملتحمة مثل البكتيريا النيسرية البنية، والبكتيريا الكلاميدية الخثارية؛ حيث يُعتقد أن تلك البكتيريا تقوم بعملياتٍ خاصة تمكنها من التعلق على ظهر الملتحمة. على وجه الخصوص، يكون الأطفال حديثو الولادة أكثر عُرضةً لالتصاق البكتيريا. قد تتواجد البكتيريا الكلاميدية والبكتيريا النيسرية في الأم المصابة، وتظهر علي ظهارة عنق الرحم والمهبل، وفي مثل تلك الحالات، يمكن علاج الطفل حديث الولادة عن طريق نترات الفضة أو المضادات الحيوية.
تتواجد البكتيريا الموجودة في الملتحمة بشكلين مختلفين وهما بكتيريا موجبة غرام كروية وبكتيريا سالبة غرام عصوية وكروية. عدد قليل من البكتيريا يوجد في الملتحمة ومن الامثلة على تلك الانواع Staphylococcus epidermidis ، Staphylococcus aureus ، streptococci ، Haemophilus وNeisseria والتي تتواجد في بعض الأحيان. الغدد الدمعية الموجودة في العين تعمل باستمرار من أجل الحفاظ على العين رطبة، بالإضافة إلى ذلك الومض (الرمش) المستمر يعطي الملتحة اللزوجة المطلوبة ويزيل المواد الغريبة. أما الدموع فهي تحتوي على مواد تعمل على قتل البكتيريا مثل الليزوزوم lysozyme وبالتالي الكائنات الحية الدقيقة لا تستطيع الإفلات من قبضة الليزوزوم lysosome والتكوم على سطح الأنسجة الظاهرية epithelial surfaces .

### بكتيريا القناة الهضمية
تعد بكتيريا القناة الهضمية كائنات حية دقيقة تعيش عادةً في الجهاز الهضمي وتؤدي عددًا من الوظائف المفيدة للجسم. فجسم الإنسان المتوسط، الذي يحتوي على حوالي 1013 (10,000,000,000,000 أو حوالي 10 تريليون) خلية، لديه ما يقرب من عشرة أضعاف هذا العدد من الكائنات الحية الدقيقة في قناته الهضمية.
تشكل البكتيريا معظم الكائنات الموجودة في القولون و60% من الكتلة الجافة من البراز. هذه الحقيقة تجعل البراز مصدرًا مثاليًا لوضع بكتيريا القناة الهضمية تحت أي اختبارٍ أو تجربة عن طريق استخراج الحمض النووي من عينات البراز، وإنشاء تسلسل الجين البكتيري 16S rRNA من الشعيلات البكتيرية. يُعد هذا النوع من الاختبار هو الأفضل أيضًا في حالة استخدام التقنيات الأكثر اجتياحًا للجسم مثل فحص العينات الحية. وفي مكان ما بالقناة الهضمية يعيش ما بين 300 و1000 نوع من البكتيريا بتقديرات تصل لحوالي 500. نوعٍ. وعلى الرغم من ذلك، فإنه من المحتمل أن تنتمي 99% من البكتيريا لحوالي ثلاثين أو أربعين نوعًا. الفطر والحيوانات الأولية جزءًا من بكتيريا الجهاز الهضمي، ولكن لا يُعرف إلا القليل عن أنشطتها.
تشير الأبحاث إلى أن العلاقة بين البكتيريا البكتيريا والإنسان ليست مجرد مطاعِمة (ليست تعايشًا ضارًا)، لكنها بالأحرى علاقة تنافع، وتعايش متبادلة. وعلى الرغم من أنه من الممكن أن يعيش الناس بدون بكتيريا القناة الهضمية،  إلا أن الكائنات الحية الدقيقة تؤدي مجموعةً من الوظائف المفيدة مثل تخمير ركائز الطاقة غير المستخدمة، وتدريب النظام المناعي، ومنع نمو الأنواع الضارة، وتنظيم نمو الأمعاء، وإنتاج الفيتامينات للجسم (مثل البيوتين وفيتامين ك)، وإنتاج الهرمونات لتوجيه الجسم لتخزين الدهون. ومع ذلك، وفي ظروفٍ معينة، يُعتقد أنها تتسبب بعض الأنواع من البكتيريا في الإصابة بالأمراض وذلك من خلال التسبب في حدوث العدوى أو زيادة خطر إصابة الجسم بمرض السرطان.
ومن الواضح ان الامعاء الدقيقة للأجنة لا تحتوي أي نوع من البكتيريا والتي يحصل عليها الطفل عند الولادة في اللحظة التي يتلامس فيها مع قناة الولادة . أما في الوضع الطبيعي لجسم الإنسان، فهو يتكون تقريبا من 10 ترليون خلية، بالمقابل فإن القناة الهضمية لجسم الإنسان تحتوي على عشر أضعاف هذه الكمية . علاوة على ذلك، عمليات الأيض التي تقوم بها مساوية لعمليات الأيض التي تقوم بها العين، مما يؤدي إلى تسمية البكتيريا المتواجدة في القناة الهضمية باسم «العضو المنسي».
| Bacteria commonly found in the human colon |               |
| Bacterium                                  | Incidence (%) |
| عصوانية هشة                                | 100           |
| Bacteroides melaninogenicus                | 100           |
| Bacteroides oralis                         | 100           |
| معوية البراز                               | 100           |
| إشريكية قولونية                            | 100           |
| كليبسيلا sp.                               | 40-80         |
| أمعائية sp.                                | 40-80         |
| شقاء مشقوقة                                | 30-70         |
| مكورة عنقودية ذهبية                        | 30-50         |
| عصية لبنية                                 | 20-60         |
| مطثية حاطمة                                | 25-35         |
| متقلبة رائعة                               | 5-55          |
| هضمونية عقدية sp.                          | ?common       |
| أنواع الهضمونية                            | ?common       |
| مطثية كزازية                               | 1-35          |
| مطثية منتنة                                | 5-25          |
| زائفة زنجارية                              | 3-11          |
| سالمونيلا تيفية                            | 3-7           |
| Source                                     |               |

تظهر الأبحاث أن العلاقة ما بين البكتيريا الطبيعية التي تعيش في القناة الهضمية والإنسان لا تقتصر فقط على العلاقة التكافلية (وجودها غير مؤذي)، ولكنها تمتد أيضاً على منفعة متبادلة . رغم أن كثير من الأشخاص يستطيعون العيش بدون البكتيريا (الفلورا) الطبيعية، تلك الكائنات الحية الدقيقة تقوم بمجموعة من الوظائف المفيدة مثل تخمير ركائز الطاقة الغير مستغلة، تحفيز عمل الجهاز المناعي، تنظيم تطور القناة الهضمية، إنتاج الفيتامينات الضرورية للمضيف مثل البيوتين biotin وفيتامين ك وإنتاج الهرمونات التي توجه المضيف لتخزين الدهون .
أما في الحالة التي يختل فيها التوازن الذي ينظم بكتيريا القناة الهضمية من الممكن أن تتأثر بعض الجينات والتي تؤدي إلى حدوث السمنة . على أي حال، في بعض الحالات الخاصة، يعتقد أن بعض أنواع البكتيريا لديها القدرة على إحداث المرض مما يؤدي إلى حدوث عدوى أو ويادة احتمال الإصابة بالسرطان للمضيف .

### البكتيريا المهبلية
البكتيريا المهبلية الطبيعية تشير إلى تلك الانواع والأصناف التي تعيش في الجزء السفلي من الجهاز التناسلي الأنثوي . تلعب هذه الكائنات الحية الدقيقة دوراً أساسياً في الحماية من عدوى الأمراض والحفاظ على صحة على صحة المهبل . اما أكثر أنواع البكتيريا الطبيعية انتشاراً والتي توجد قبل فترة انقطاع الطمث عن النساء هو الصنف Lactobacillus والذي يقوم بالحماية من العديد من مسببات الأمراض بسبب إفراز حمض اللبنيك . ومن المهم معرفة أن نسبة أنواع البكتيريا الموجودة في المهبل يختلف باختلاف مرحلة الطمث والعرق أيضاُ يؤثر على تلك البكتيريا . ومن الأمثلة على ذلك، النساء الأمريكيات من الأصل الإفريقي واللواتي يحتوي المهبل الخاص بهم على نسبة أقل من بيروكسيدات الهيدروجين hydrogen peroxide بالمقارنة مع النساء الأخريات والذي يتم إفرازه من البكتيريا العصوية المنتجة لحمض اللبنيك مما يؤدي إلى رفع نسبة درجة الحموضة لديهن . أما العوامل الأخرى والتي تؤدي إلى قتل البكتيريا العصوية المنتجة لحمض اللبنيك فهي الجماع والمضادات الحيوية . إضافة إلى ذلك، فقد وجدت الدراسات أن ممارسة الجنس باستخدام الواقي المطاطي يؤدي إلى تغير نسبة البكتيريا المنتجة لحمض اللبنيك في المهبل، كما ويؤدي إلى زيادة نسبة البكتيريا القلوية Escherichia coli . أما التغيرات التي تحدث على البكتيريا الطبيعية في المهبل فهي دليل على الإصابة بعدوى مثل المبيضات أو التهاب المهبل الجرثومي .

### الكائنات الحية الدقيقة المنقولة عبر الجو
يتخلص جسم الإنسان من الكائنات الحية في الجو، مما يشكل سحابة من المايكروبات حول الجسم والتي من الممكن أن تستخدمفي التعريف بذلك الشخص.

### بكتيرياالجهاز التنفسي
كما في تجويف الفم، الجهازان التنفسيان العلوي والسفلي يقومان بوظائف ميكانيكية من أجل التخلص من البكتيريا الضارة بجسم الإنسان . الخلايا الكأسية تقوم بإنتاج المخاط والذي يساعد في حجز البكتيريا في المخاط ومن ثم نقله خارج الجهاز التنفسي عن طريق حركة الأهداب في الخلايا الظاهرية . إضافة إلى ذلك، إحدى التأثيرات والتي تؤدي إلى قتل البكتيريا في الجهاز التنفسي هو المخاط الموجود في الأنف والذي يحتوي على إنزيم يقوم بتحليل الخلايا الضارة .
أضف إلى ذلك، الجهازان التنفسيان العلوي والسفلي يحتويان على الفلورا الطبيعية . معظم تلك البكتيريا يتم تصنيفها في 9 مجموعات وهي Prevotella, Sphingomonas, Pseudomonas, Acinetobacter، Fusobacterium Megasphaera, Veillonella, Staphylococcus, and Streptococcus . ومن المهم هنا توضيح أن بعض البكتيريا تعتبر من البكيتيريا الغير ضارة في المجرى التنفسي ولكنها قد تؤدي إلى بعض الأمراض الخطيرة كما في الأمثلة التالية Streptococcus pyogenes, Haemophilus influenzae, Streptococcus pneumoniae, Neisseria meningitidis, and Staphylococcus aureus.
أما بالنسبة للبكتيريا الغير طبيعية والتي قد تتواجد في الجهاز التنفسي، فهي دليل على وجود ضرر وهي موجودة لدى مرضى التليف الكيسي . البكتيريا الطبيعية الموجودة في الرئة لهؤلاء المرضى تستطيع مقاومة المضادات الحيوية والنمو بشكل سريع، أما بالنسبة إلى النسبة التي تتوزع فيها تلك الكائنات الممرضة يختلف باختلاف عمر الشخص .

### بكتيريا الأمعاء
تحتوي الأمعاء الدقيقة على كمية قليلة من الكائنات الحية الدقيقة نظراً لقربها وتأثير المعدة عليها .البكتيريا الكروية موجبة الجرام والبكتيريا العصوية هي الكائنات الحية الدقيقة المتواجدة في الامعاء الدقيقة. على أي حال، الجزء العلوي من الأمعاء الدقيقة قاعدي الظروف والتي تقوم بدعم البكتيريا موجبة الغرام enterobacteriaceae على النمو . تلك البكتيريا النافعة الطبيعية الموجودة في الامعاء الدقيقة تساعد بشكل كبير في الوظائف المعوية منها: توفير اشارات تنظيمية تمكن من تطوير الأمعاء واعطاءها الفائدة، أما النمو المفرط للبكتيريا في الامعاء قد يسبب لها الفشل. بالإضافة إلى ذلك، فإن الامعاء الغليظة تحتوي على أكبر نظام بيئي بكتيري في جسم الإنسان. من ناحية أخرى، فإن العوامل التي تؤثر على عدد الكائنات الدقيقة في أمعاء الغليظة تشمل المضادات الحيوية، الإجهاد (التوتر) والطفيليات.